# Црни Луг (Делнице)
Црни Луг је насељено место у саставу града Делница у Горском котару, Приморско-горанска жупанија, Република Хрватска.

## Историја
До територијалне реорганизације у Хрватској налазио се у саставу старе општине Делнице.

## Становништво
На попису становништва 2011. године, Црни Луг је имао 253 становника.

## Попис1991.
На попису становништва 1991. године, насељено место Црни Луг је имало 322 становника, следећег националног састава:
| Попис 1991.‍  | Попис 1991.‍  | Попис 1991.‍ | Попис 1991.‍ | Попис 1991.‍ |
| ------------ | ------------ | ----------- | ----------- | ----------- |
|              |              |             |             |             |
| Хрвати       | Хрвати       |             | 314         | 97,51%      |
| Срби         | Срби         |             | 2           | 0,62%       |
| Словаци      | Словаци      |             | 1           | 0,31%       |
| Словенци     | Словенци     |             | 1           | 0,31%       |
| неопредељени | неопредељени |             | 4           | 1,24%       |
| укупно: 322  |              |             |             |             |